# Daspe
Daspe ist ein Dorf und östlicher Ortsteil der Gemeinde Hehlen im Landkreis Holzminden, Niedersachsen.

## Geschichte
Der Ort ist bereits auf einer Karte aus dem Jahr 1000 n. Chr. als germanische Siedlung im Tilithigau verzeichnet.
Daspe wurde 1973 nach Hehlen eingemeindet.